# Zygophyllum melongena
Zygophyllum melongena är en pockenholtsväxtart som beskrevs av Aleksandr Andrejevitj Bunge. Zygophyllum melongena ingår i släktet Zygophyllum och familjen pockenholtsväxter. Inga underarter finns listade i Catalogue of Life.